# Allomengea
Allomengea Strand, 1912 è un genere di ragni appartenente alla famiglia Linyphiidae.

## Distribuzione
Le sei specie oggi note di questo genere sono state rinvenute nella regione olartica: precisamente due sono endemiche della Corea del Sud e una della Cina settentrionale; le altre hanno diffusione più ampia.
La A. scopigera e la A. vidua sono state reperite anche in Italia.

## Tassonomia
È una ridenominazione di Mengea F. O. P.-Cambridge, 1903, già occupato precedentemente da Grote, 1886 ed erroneamente non accettato da Roewer.
Considerato un sinonimo anteriore di Pedinella Dahl, 1909, termine già occupato precedentemente da Pedinella Vysotskij, 1888, genere di alghe Dictyochophyceae, a seguito di una nota dell'aracnologo van Helsdingen del 1974.
A maggio 2011, si compone di 6 specie:
- Allomengea beombawigulensis Namkung, 2002 — Corea del Sud
- Allomengea coreana (Paik & Yaginuma, 1969) — Corea del Sud
- Allomengea dentisetis (Grube, 1861) — Regione olartica
- Allomengea niyangensis (Hu, 2001) — Cina
- Allomengea scopigera (Grube, 1859)[3] — Regione olartica
- Allomengea vidua (L. Koch, 1879) — Regione olartica